# Yucatán Open
Il Yucatán Open è un torneo professionistico maschile di tennis giocato sulla terra rossa che fa parte dell'ATP Challenger Tour. Inaugurato nel 2024 al Club campestre de Yucatán di Mérida, in Messico, il torneo fa parte della categoria Challenger 75.

## Albo d'oro

### Singolare
| Anno | Campione              | Finalista           | Punteggio     |
| ---- | --------------------- | ------------------- | ------------- |
| 2025 | Felipe Meligeni Alves | Juan Pablo Ficovich | 6–2, 1–6, 6–2 |
| 2024 | Tristan Boyer         | Juan Pablo Ficovich | 7–6(6), 6–2   |

### Doppio
| Anno | Campioni                                 | Finalisti                        | Punteggio |
| ---- | ---------------------------------------- | -------------------------------- | --------- |
| 2025 | Kilian Feldbausch Rodrigo Pacheco Méndez | George Goldhoff Trey Hilderbrand | 6–4, 6–2  |
| 2024 | Thomas John Fancutt Hunter Reese         | Boris Kozlov Stefan Kozlov       | 7–5, 6–3  |